# Troszyn (gmina)
Pour les articles homonymes, voir Troszyn.
Troszyn est une gmina rurale (gmina wiejska) de la powiat d'Ostrołęka, dans la Voïvodie de Mazovie, dans le centre-est de la Pologne.
Son siège administratif (chef-lieu) est le village de Troszyn, qui se situe environ 13 kilomètres à l'est d'Ostrołęka (siège de la powiat) et 104 kilomètres au nord-est de Varsovie (capitale de la Pologne).
La gmina couvre une superficie de 156,31 km2 pour une population de 4 880 habitants en 2006.

## Histoire
De 1975 à 1998, la gmina est attachée administrativement à la voïvodie d'Ostrołęka.

Depuis 1999, elle fait partie de la voïvodie de Mazovie.

## Géographie
La gmina de Troszyn les villages et localités de :

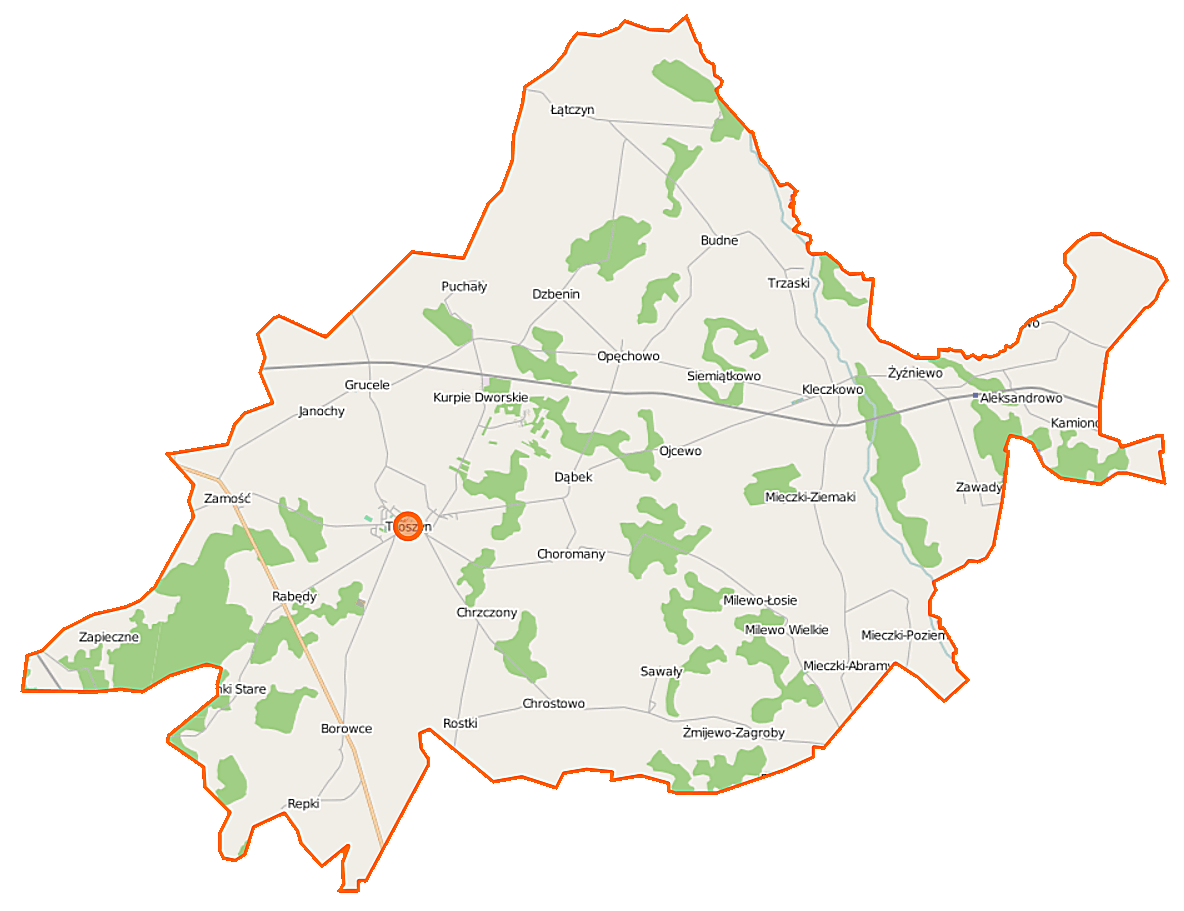
Plan de la gmina

- Aleksandrowo
- Borowce
- Budne
- Choromany
- Chrostowo
- Chrzczony
- Dąbek
- Dzbenin
- Grucele
- Janochy
- Kamionowo
- Kleczkowo
- Kurpie Dworskie
- Kurpie Szlacheckie
- Łątczyn Szlachecki
- Łątczyn Włościański
- Mieczki-Abramy
- Mieczki-Poziemaki
- Mieczki-Ziemaki
- Milewo Wielkie
- Milewo-Łosie
- Milewo-Tosie
- Ojcewo
- Opęchowo
- Puchały
- Rabędy
- Radgoszcz
- Repki
- Rostki
- Sawały
- Siemiątkowo
- Stare Janki
- Troszyn
- Trzaski
- Wysocarz
- Zamość
- Zapieczne
- Zawady
- Żmijewo-Zagroby
- Żmijówek Włościański
- Żmijówek-Mans
- Żyźniewo

### Gminy voisines
La gmina de Troszyn voisine des gminy suivantes :
- Czerwin
- Czerwin
- Rzekuń
- Śniadowo

## Structure du terrain
D'après les données de 2002, la superficie de la commune de Troszyn est de 156,31 km2, répartis comme tel :
- terres agricoles : 76%
- forêts : 15%

La commune représente 7,45% de la superficie du powiat.

## Démographie
Données du 30 juin 2004 :
| Description        | Total  | Total | Femmes | Femmes | Hommes | Hommes |
| ------------------ | ------ | ----- | ------ | ------ | ------ | ------ |
| Unité              | Nombre | %     | Nombre | %      | Nombre | %      |
| Population         | 4 895  | 100   | 2 443  | 49,9   | 2 452  | 50,1   |
| Densité (hab./km²) | 31,3   | 31,3  | 15,6   | 15,6   | 15,7   | 15,7   |